# 泰馮路駅
泰馮路駅（たいふうろえき）は中華人民共和国江蘇省南京市浦口区にある、南京地下鉄の駅である。3号線とS8号線が乗り入れ、両路線の接続駅となっている。

## 駅構造

### のりば
| 番線 | 路線            | 方面                    | 行先        |
| ---- | --------------- | ----------------------- | ----------- |
|      | 南京地下鉄3号線 | 林場 方面               | 琥珀泉 行き |
|      | 南京地下鉄3号線 | 天元西路・上秦淮西 方面 | 秣陵 行き   |

## 隣の駅
南京地下鉄
■3号線
東大成賢学院駅 - 柳洲東路駅 - 天潤城駅
南京地下鉄
■S8号線
高新開発区駅 - 泰馮路駅 - 泰山新村駅